# Amir Husayn
Amīr Ḥusayn, Amir Husain o anche Mir Husain (... – Balkh, 1370) fu emiro della tribù dei Qara'una fino alla sua morte, avvenuta nel 1370.
Assieme a Tamerlano, condottiero originario di Kesh, riuscì a destituire il signore della Transoxiana, Ilyas Khoja, e a cogliere il malcontento delle comunità turche, scontente per via del governo dei mongoli. Respinti i tentativi di Khoja di ritornare al potere, presto la convivenza con Tamerlano si fece difficile per via della sua volontà di quest'ultimo di esautorare il suo alleato. Le politiche poco acute di Amir Husayn fecero sì che i suoi alleati lo abbandonassero e, al culmine di un disperato assedio avvenuto a Balkh nel 1370, egli morì per mano dei soldati di Tamerlano dopo essere stato già privato del suo rango. La sua dipartita garantì l'ascesa definitiva di Tamerlano, proclamatosi emiro, e la successiva nascita dell'impero timuride.

## Biografia

### Primi anni e ascesa al potere

L'Asia nel 1335

Husayn era un nipote di Qazaghan, che fu emiro dei Qara'una tra il 1345 e il 1358 e che fu il sovrano effettivo dell'ulus dei Chagatai dal 1346 al 1358. In cerca di potere, Husayn era stato allontanato dalle sue terre di provenienza, in Afghanistan, e si era avvicinato a un altro uomo che, come lui, sperava di porsi a capo della sua terra natia, Tamerlano. Fu proprio con quest'ultimo che Husayn trascorse del tempo nel Sistan, nell'Iran meridionale, compiendo saccheggi al servizio di un principe locale e approfittando dello stato di conflitto che travagliava la regione.
Nel 1363 Ilyas Khoja, di sangue mongolo, era subentrato al padre Tughluq Timur e aveva iniziato a governare sul Moghulistan e sulla Transoxiana, nell'Asia centrale. In Transoxiana, tuttavia, le comunità turche mal sopportavano il dualismo con i mongoli e l'autorità di Khoja, motivo per cui Tamerlano decise di detronizzarlo e di compiere tale impresa al fianco di Husayn. Il processo di unione delle forze avvenne vicino a Kunduz, nei possedimenti di Husayn, e da lì le truppe si spinsero in Transoxiana. Venuto a sapere della loro insurrezione, Khoja inviò un esercito a fermarli al cosiddetto Ponte di Pietra (Pul-i Sengi), sul fiume Vachš. Con uno stratagemma Tamerlano attraversò il fiume, sconfisse il nemico e proseguì attraverso le porte di ferro per liberare la sua città natale, Kesh. Da lì Husayn e Tamerlano scacciarono gradualmente Khoja e i suoi sostenitori, inseguendoli finché essi non indietreggiarono e non raggiunsero Tashkent.
Pur avendo liberato la Transoxiana dai mongoli, nessuno dei nuovi signori osò interrompere, quanto meno formalmente la loro egemonia, motivo per cui fu considerata l'ipotesi di insediare un sovrano chagataico al potere. Forte del senso di coesione che aveva tenuto uniti i suoi sostenitori, Husayn indì nel 1364 un kuriltai (un'assemblea) e, in quella sede, si fece proclamare emiro dei Qara'una, portando dunque avanti le manovre di suo zio Qazaghan. Al comando fu insediato un pronipote di Duwa (khan dei Chagatai dal 1283 al 1307) di nome Kabil-shah o Kabul-shah, che si nascondeva sotto le spoglie di un derviscio.

### Emiro

#### Nuove lotte con Ilyas Khoja
Quando Husayn divenne emiro, risultava a capo di una porzione del moderno Afghanistan che comprendeva le città di Kabul, di Balkh, di Kunduz e il Badakhshan. Tamerlano, che lo aveva assistito in veste di formale vassallo partecipando al kuriltai, era diventato cognato di Husayn, avendone sposato la sorella. I due potevano dirsi a conti fatti sovrani indisturbati della Transoxiana, ma Ilyas Khoja non intendeva cedere e, nel 1365, radunò nuovamente un'armata, con la speranza di riprendere possesso delle terre a lui sottratte. Tamerlano e Husayn non riuscirono a sottometterlo nella battaglia di Tashkent del 1365, circostanza che consentì a Ilyas Khoja di giungere in Transoxiana e di spingersi fino alle porte di Samarcanda. Tuttavia, i suoi abitanti si rifiutarono di aprirgli le porte e quando si verificò un'epidemia tra le file dell'esercito di Ilyas Khoja questi scelse di revocare l'assedio, abbandonando nuovamente la Transoxiana. Ilyas Khoja morì infine assassinato nel 1368, come gran parte della sua famiglia.

#### Il dualismo con Tamerlano
Tamerlano, a cui erano state assegnate tra le altre città Kesh e Karshi, a poca distanza da Samarcanda, sembrava iniziare a mal sopportare il dualismo con Husayn nel corso del tempo. Per questa regione, non tardò a dimostrare simpatie nei confronti del movimento dei Sarbadār, soprannominati in maniera dispregiativa i "pendagli da forca", che avevano fondato una sorta di «regno senza re» nella regione khorasanica di Sabzevar. Profondamente sciiti, essi avanzavano spesso delle rivendicazioni, soprattutto fiscali, e dimostrarono di non gradire provvedimenti che ledessero gli interessi dei vari comandanti militari mongoli e turcomanni. Il giovane Tamerlano non si fece intimorire dal fatto che Husayn si trovasse in una posizione di vantaggio, considerando che questi era rispettato per la sua maggiore anzianità ed era molto ricco. Tamerlano si presentò come portavoce di quei nobili che si sentivano vessati per via dell'introduzione di leggi fiscali più oppressive, dell'allontanamento di molti oppositori politici e dell'incameramento dei loro beni. È probabile comunque che Tamerlano non fosse esente da colpe, avendo infatti riscosso alcuni tributi che non spettavano a lui ma a Husayn; per contrastare la sua spregiudicatezza, Tamerlano fu minacciato dal suo rivale e dovette fuggire in tutta fretta in cerca di rifugio nella remota oasi di Marv.
Presto Tamerlano riuscì a circondarsi di parecchi alleati e, nel 1368, tentò di attaccare Kesh. L'assalto fu respinto da Husayn e ciò spinse quest'ultimo a proporsi esplicitamente come signore supremo dell'intera Transoxiana. Questa decisione si rivelò per lui un grave errore, poiché la sua politica accentratrice fu avvertita come una minaccia dai nobili locali e, ben presto, egli si trovò privo di alleati. Ciò permise a Tamerlano, nell'aprile del 1370, di attaccare la roccaforte del suo avversario, Balkh.

#### Morte

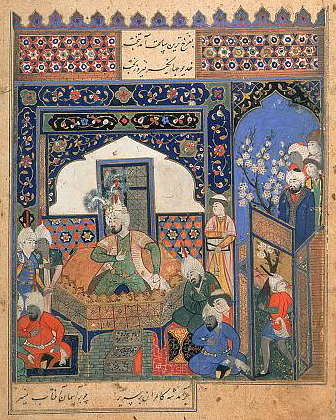
Tamerlano interagisce con dei membri della propria corte a Balkh dopo averla sottratta ad Amir Husayn

Dinanzi alle porte di Kesh, Tamerlano si affrettò a indire un kuriltai, in occasione del quale fece eleggere dai propri nobili come nuovo khan Chagatai un personaggio di alto lignaggio mongolo e a lui fedele, Soyurghatmish. A seguito di tale evento, nell'aprile del 1370 Tamerlano comandò l'assalto della città e Husayn cercò di reggere l'urto, impegnandosi in una battaglia che si rivelò particolarmente cruenta. Quando capì che lo scontro non stava volgendo a suo favore, Husayn tentò la fuga portando con sé il tesoro, malgrado forse l'avversario gli avesse offerto l'occasione di una resa onorevole. Rifugiatosi in un minareto della grande moschea cittadina, pare che lo raggiunse un soldato intento a cercare il proprio cavallo e che desiderava scorgerlo da lassù. Secondo le fonti coeve, non appare credibile la ricostruzione secondo cui Husayn tentò di corrompere l'uomo e questi, fingendo di assecondarlo, lo consegnò in realtà all'esercito di Tamerlano. Più verosimile risulta l'ipotesi secondo la quale l'emiro Kaykhusraw Khuttalānī, alleatosi con Tamerlano in quanto aveva perduto un fratello per mano di Husayn, uccise con alcuni suoi sgherri e di nascosto l'odiato prigioniero.
Pare che, quando apprese la notizia dell'uccisione, Tamerlano rimase scosso, considerando che si trattava di un suo vecchio amico. Le fonti legate a Tamerlano non mancano di sminuire Husayn, sostenendo che si trattava della giusta punizione per un uomo che avrebbe ceduto «alla cupidigia» e «all'avarizia». Il corpo dell'ultimo emiro dei Qara'una fu sepolto nel mausoleo di un compagno di Maometto a Balkh e Tamerlano non eccedette nei confronti dei soldati nemici che poterono tornare nelle loro dimore. Gli autori persiani si concentrano infine la spartizione delle mogli di Amir Husayn, tra cui rientrava una figlia di Qazan, che fu la sua sposa principale e con un peso politico considerevole.

### Esplicative
1. ↑  Si tratta di una gola situata presso i monti Gissar, in Uzbekistan, antico confine tra Battria e Sogdiana.

### Bibliografiche
1. 1 2  Bernardini (2022), p. 39.
2. 1 2 3 4 5 6 7 8  Grousset (1970), p. 411.
3. 1 2 3 4  Cardini (2007), p. 35.
4. 1 2 3 4 5 6 7  Bernardini (2022), p. 40.
5. 1 2  Cardini (2007), p. 36.
6. ↑  Grousset (1970), p. 409.
7. ↑  Grousset (1970), pp. 411-412.
8. 1 2 3  Grousset (1970), p. 412.
9. ↑  Grousset (1970), pp. 412-413.
10. 1 2  Bernardini (2022), p. 41.
11. ↑  Bernardini (2022), pp. 41-42.
12. 1 2  Grousset (1970), p. 414.
13. ↑  Bernardini (2022), p. 42.
14. 1 2 3 4 5 6 7 8 9  Bernardini (2022), p. 43.